# Shimano Racing Team
Shimano Racing ist ein japanisches Radsportteam im Straßenradsport mit Sitz in Sakai.
Die Mannschaft wurde 2009 gegründet und nimmt seitdem als UCI Continental Team an den Rennen der UCI Continental Circuits teil, zum größten Teil in Japan und im restlichen Asien. Die Mannschaft wird mit Fahrrädern der Marke Giant ausgestattet.

## Erfolge als Continental Team
| Rennserie                 | 2009 | 2010 | 2011 | 2012 | 2013 | 2014 | 2015 | 2016 | 2017 | 2018 | 2019 | 2020 | 2021 | 2022 | 2023 | 2024 |
| ------------------------- | ---- | ---- | ---- | ---- | ---- | ---- | ---- | ---- | ---- | ---- | ---- | ---- | ---- | ---- | ---- | ---- |
| UCI ProSeries             | -    | -    | -    | -    | -    | -    | -    | -    | -    | -    | -    | -    | -    | -    | -    | -    |
| UCI Continental Circuits  | 2    | 1    | 3    | -    | 1    | -    | -    | -    | 1    | 2    | -    | -    | -    | -    | -    | -    |
| nationale Meisterschaften | -    | -    | -    | -    | -    | -    | -    | -    | 1    | -    | 1    | -    | -    | -    | 1    | 1    |

## Platzierungen in UCI-Ranglisten
UCI-Weltrangliste
| World Ranking | World Ranking | World Ranking           | World Ranking |
| Jahr          | Teamwertung   | Einzelwertung           |               |
| ------------- | ------------- | ----------------------- | ------------- |
| 2016          | —             | Keisuke Kimura (1129. ) |               |
| 2017          | —             | Shōtarō Iribe (992. )   |               |
| 2018          | —             | Shōtarō Iribe (799. )   |               |
| 2019          | 153.          | Shōtarō Iribe (712. )   |               |
| 2022          | 135.          | Tadaaki Nakai (725. )   |               |
| 2023          | 162.          | Tadaaki Nakai (1524. )  |               |
| 2024          | 133.          | Yoshiki Terada (880. )  |               |
|               |               |                         |               |
| Quelle: UCI   |               |                         |               |

UCI Asia Tour
| Saison | Mannschaftswertung | Fahrerwertung         |
| ------ | ------------------ | --------------------- |
| 2009   | 11.                | Shinri Suzuki (15.)   |
| 2010   | 15.                | Shinri Suzuki (23.)   |
| 2011   | 13.                | Yūsuke Hatanaka (30.) |
| 2012   | 31.                | Yūsuke Hatanaka (39.) |
| 2013   | 34.                | Yūsuke Hatanaka (70.) |
| 2014   | 54.                | Shōtarō Iribe (149.)  |
| 2015   | 52.                | Shōtarō Iribe (103.)  |
| 2015   | 57.                | Keisuke Kimura (165.) |

UCI Europe Tour
| Saison    | Mannschaftswertung | Fahrerwertung           |
| --------- | ------------------ | ----------------------- |
| 2009-2013 | -                  | -                       |
| 2014      | 125.               | Yūsuke Hatanaka (1057.) |
| 2015-2016 | -                  | -                       |